# 草莓海菊蛤
草莓海菊蛤（学名：Spondylus fragum），是莺蛤目海菊蛤科海菊蛤属的一种。主要分布于南海、中国大陆，常栖息在潮间带低潮线至潮下带，生活于浅海及潮间带低潮线附近，以右壳固着于岩石或珊瑚礁上。